# Mike Mitchell (reżyser)
Mike Mitchell (ur. 18 października 1970 w Oklahoma City) – amerykański reżyser, animator, scenarzysta i aktor filmowy. Współpracował z Walt Disney Pictures. Reżyserował filmy i serialne zarówno fabularne jak i animowane. Jako aktor występował głównie w rolach głosowych. 
Wyreżyserował następujące filmy: 
- Boski żigolo (1999)
- Przetrwać święta (2004)
- Sky High (2005)
- Shrek Forever (2010),
- Alvin i wiewiórki 3 (2011)
- Trolle (2016)
- Lego: Przygoda 2 (2019)